# زلمار گارسیا
زلمار گارسیا (انگلیسی: Zelmar García؛ زادهٔ ۲ مارس ۱۹۸۷) بازیکن فوتبال اهل آرژانتین است.